# Бийвър
Вижте пояснителната страница за други значения на Бийвър.
Бийвър (на английски: Beaver) е северноамериканско индианско племе, което преди 1800 г. живее в района на Пийс Ривър в Албърта и Британска Колумбия, Канада. Територията им се разширява на изток до река Атабаска и река Клиъруотър и на север до езерото Атабаска. Бийвър е английски превод на тяхното „тса тине – хората, живеещи сред бобрите“. Днес те се наричат Дане За или Дине За – истински хора.
Традиционно живеят на малки номадски групички от по 20 – 30 души, които се прехранват с лов на бизони в прериите около Пийс Ривър, на лосове в блатата и горите и на карибу близо до планините. Ежегодно провеждат всеобщ лов, ръководен от някой шаман. Също така мъжете ловят дребни животни като зайци и бобри, а жените събират диви плодове и различни растения. Рибата не е важна част от храната, освен в извънредни ситуации. Основно жилище е типито от кожите на лос или карибу. Облеклото им е изработено главно от кожите на лос и е богато украсено с бродерия и различни орнаменти. Основни дрехи са риза, панталони, мокасини и дълго кожено палто. Мъжете добавят по-късно набедреник. През зимата и двата пола използват наметала от заешки кожи и кожени шапки и ръкавици без пръсти.
Религиозните им вярвания са центрирани около сънищата и виденията, чрез които хората се сдобиват с дух – пазител. Още в юношеството за момчетата най-важно е да преминат през ритуала за Търсене на видение, за да се сдобият с дух – пазител като за целта се отправят в усамотена местност, където в продължение на няколко дни (обикновено 4) постят и се молят на духовете за помощ.
През 1793 г. през земите им преминава експедицията на Александър Макензи. Година след това Северозападната компания за търговия с кожи основава първия търговски пост. Католическите мисионери пристигат през 1858 г. През 1899 г. племето подписва Договор № 8 с Канада, по силата на който те приемат да живеят в резервати, но запазват правата си за лов и риболов в цялата си територия. Днес племето живее в 4 резервата в Британска Колумбия и в 2 в Алберта.